# Nayanmar

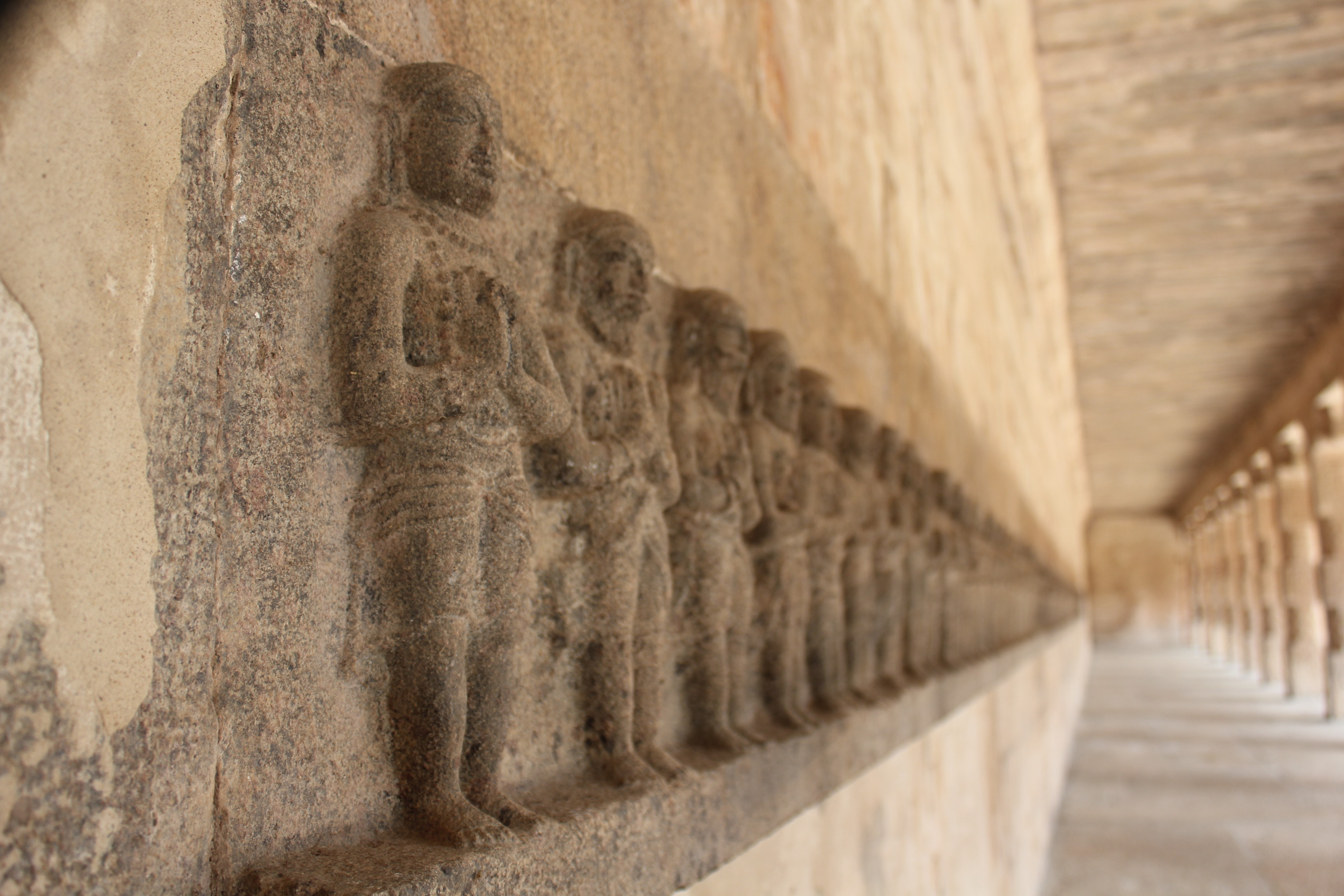
Reliefs der 63 Nayanmar im Tempel von Darasuram

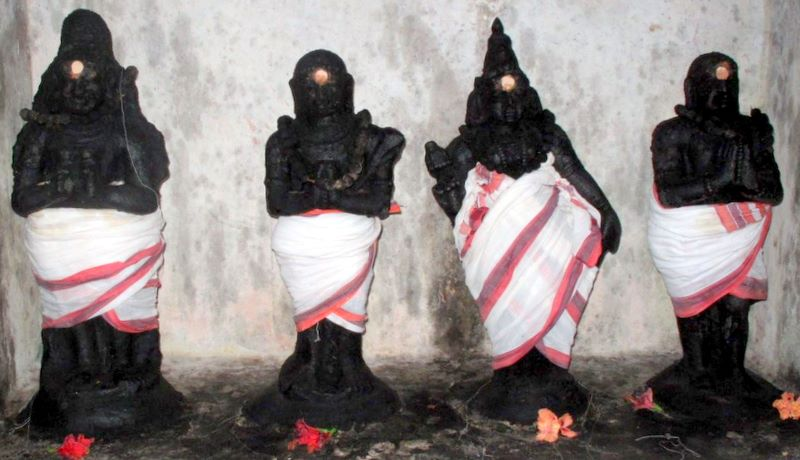
Statuen der drei wichtigsten Nayanmar, Sambandar, Appar und Sundarar, mit Manikkavasagar in einem Hindu-Tempel in Tamil Nadu

Nayanmar (Tamil நாயன்மார் IAST Nāyaṉmār [ˈnɑːjənmɑːr]) oder Nayanar (Tamil: நாயனார் Nāyaṉār [ˈnɑːjənɑːr], wörtl. „Gebieter“) bezeichnet die dreiundsechzig Heiligen des tamilischen Shivaismus (Shaiva Siddhanta), die der Bhakti-Bewegung angehörten. Ihre Lebenszeit wird auf das 6. bis 11. Jahrhundert datiert. Die Nayanmar erschufen den Tirumurai, 12 Sammlungen oder Bücher von tamilischer, devotionaler Poesie.
Das letzte dieser Bücher wurde um 1150 von Sekkilar geschrieben und enthält die Hagiographien der Nayanmar. Dieses Buch wird Periyapuranam genannt und der Hauptteil enthält die Hagiographie Sambandars oder Tirunanasambandars, der die ersten drei Bücher verfasst hat und im 8. Jahrhundert gelebt hat. Der Legende nach wurde Sambandars im Alter von zweieinhalb Jahren im Tempel in Sirkazhi von seinem Vater ausgesetzt. Als er vor Hunger anfing zu weinen, erschien Shivas Gattin Parvati und nährte ihn aus einem goldenen Behältnis mit der Milch ihre Brüste. Daraufhin sang Sambandar vor Freude die ersten Strophen seiner Dichtung.
Die ersten sieben Bücher des Tirumurai werden als Tevaram bezeichnet und gelten als die wichtigsten Bücher dieser Sammlung. Sie wurden um das 8. Jahrhundert von drei der Nayanmar verfasst, Sambandar, Appar und Sundarar. Diese sieben Bücher enthalten Gedichte, die Shiva in einem bestimmten Tempel preisen, zumeist Tempel in Tamil Nadu, einige Gedichte beziehen sich aber auch auf Tempel auf Sri Lanka. Die Gedichte enthalten eine vielfältige Mythologie Shivas und seiner Tempel, darunter wichtige Pilgerorte wie Madurai und Chidambaram, aber auch weniger bekannte Orte.
Das achte Buch enthält das Tiruvasagam und das Tirukkovaiyar, ein beliebtes Gedicht zur Lobpreisung Shivas und mystische Liebesgedichte an Shiva wie er in Chidambaram erscheint. Die übrigen Bücher des Tirumurai enthalten verschiedene Gedichte der shivaitischen Bhakti.
Der Tirumurai wird zwar nicht liturgisch verwendet, jedoch singen nicht-brahmanische Priester (Pantaram oder Otuvar) den Tevaram an den jeweiligen im Tevaram beschriebenen Tempeln, um die dortigen Rituale zu ergänzen. Die tamilische Musik des Altertums bildet wahrscheinlich die Melodien dieser Lieder, während die Ragas zeitgenössisch sind.